# Jean-Blaise Evéquoz
Jean-Blaise Evéquoz (Sion, 27 de noviembre de 1953) es un deportista suizo que compitió en esgrima, especialista en la modalidad de espada. Participó en los Juegos Olímpicos de Montreal 1976, obteniendo una medalla de bronce en la prueba por equipos.

## Palmarés internacional
| Juegos Olímpicos | Juegos Olímpicos  | Juegos Olímpicos  | Juegos Olímpicos   |
| Año              | Lugar             | Medalla           | Prueba             |
| ---------------- | ----------------- | ----------------- | ------------------ |
| 1976             | Montreal (Canadá) | Medalla de bronce | Espada por equipos |